# 66. Międzynarodowy Festiwal Filmowy w Berlinie
66. Międzynarodowy Festiwal Filmowy w Berlinie odbył się w dniach 11-21 lutego 2016 roku. Imprezę otworzył pokaz amerykańskiego filmu Ave, Cezar! w reżyserii braci Coen. W konkursie głównym zaprezentowano 18 filmów pochodzących z 14 różnych krajów.
Jury pod przewodnictwem amerykańskiej aktorki Meryl Streep przyznało nagrodę główną festiwalu, Złotego Niedźwiedzia, włoskiemu filmowi dokumentalnemu Fuocoammare. Ogień na morzu w reżyserii Gianfranco Rosiego. Drugą nagrodę w konkursie głównym, Srebrnego Niedźwiedzia – Grand Prix Jury, przyznano bośniackiemu obrazowi Śmierć w Sarajewie w reżyserii Danisa Tanovicia.
Honorowego Złotego Niedźwiedzia za całokształt twórczości odebrał niemiecki operator filmowy Michael Ballhaus. W ramach festiwalu zaprezentowano retrospektywę poświęconą trzydziestoleciu ustanowienia Nagrody Teddy, przyznawanej najlepszym filmom o tematyce LGBT w obrębie różnych sekcji festiwalowych.

## Członkowie jury

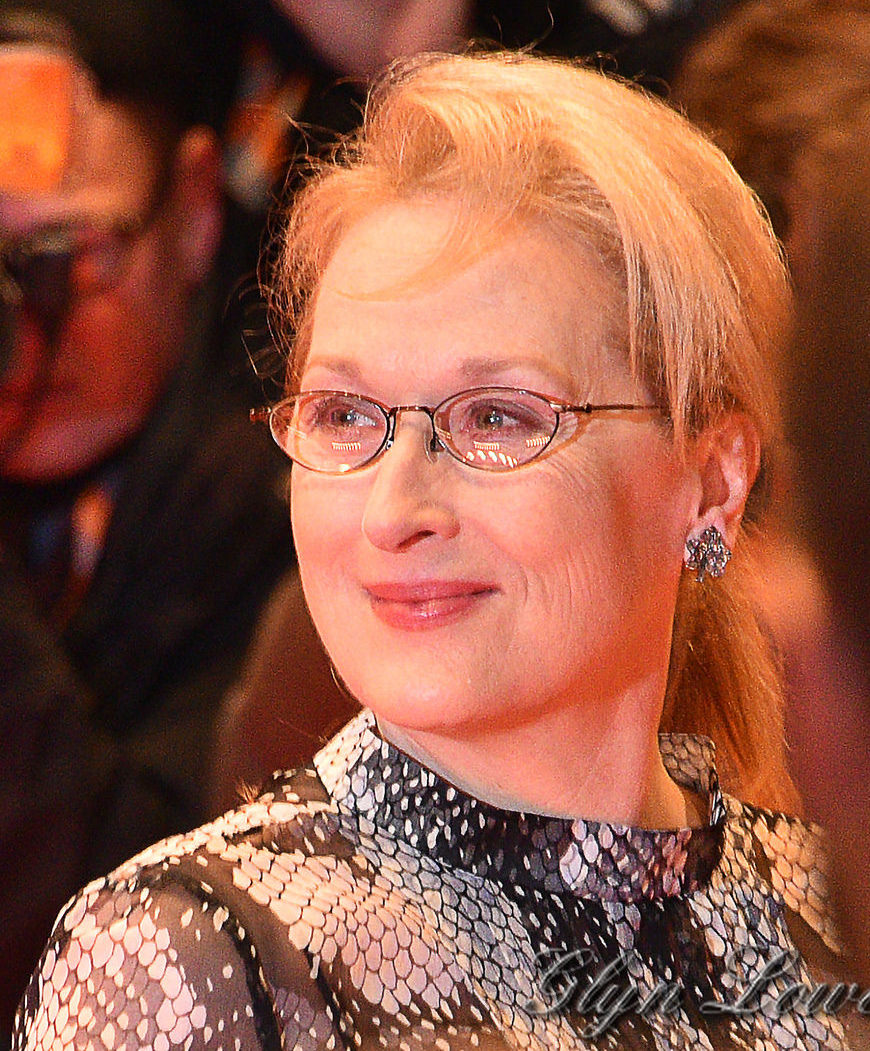
Przewodnicząca jury konkursu głównego Meryl Streep.

### Konkurs główny
- Meryl Streep, amerykańska aktorka − przewodnicząca jury[8][9]
- Lars Eidinger, niemiecki aktor
- Nick James, brytyjski krytyk filmowy
- Brigitte Lacombe, francuska fotografka
- Clive Owen, brytyjski aktor
- Alba Rohrwacher, włoska aktorka
- Małgorzata Szumowska, polska reżyserka

### Konkurs debiutów reżyserskich
- Michel Franco, meksykański reżyser
- Enrico Lo Verso, włoski aktor
- Ursula Meier, szwajcarska reżyserka

### Konkurs filmów krótkometrażowych
- Katerina Gregos, grecka kuratorka sztuki
- Sheikha Hoor Al-Qasimi, emiracka dyrektorka Sharjah Art Foundation
- Avi Mograbi, izraelski reżyser

## Selekcja oficjalna

### Otwarcie i zamknięcie festiwalu
|             | Tytuł                       | Reżyseria         | Kraj produkcji    |
| ----------- | --------------------------- | ----------------- | ----------------- |
| Otwierający | Ave, Cezar!                 | Joel i Ethan Coen | Stany Zjednoczone |
| Zamykający  | Fuocoammare. Ogień na morzu | Gianfranco Rosi   | Włochy            |

### Konkurs główny
Następujące filmy zostały wyselekcjonowane do udziału w konkursie głównym o Złotego Niedźwiedzia i Srebrne Niedźwiedzie:
| Tytuł polski                    | Tytuł oryginalny                        | Reżyseria            | Kraj produkcji       |
| ------------------------------- | --------------------------------------- | -------------------- | -------------------- |
| 24 tygodnie                     | 24 Wochen                               | Anne Zohra Berrached | Niemcy               |
| Alone in Berlin                 | Alone in Berlin                         | Vincent Pérez        | Wielka Brytania      |
| Co przynosi przyszłość          | L'avenir                                | Mia Hansen-Løve      | Francja              |
| Boris bez Béatrice              | Boris sans Béatrice                     | Denis Côté           | Kanada               |
| Rzeka czasu                     | 长江图 Chang jiang tu                   | Yang Chao            | Chiny                |
| Listy z wojny                   | Cartas da Guerra                        | Ivo Ferreira         | Portugalia           |
| Wejście smoka!                  | اژدها وارد می‌شود! Ejdeha Vared Mishavad | Mani Haghighi        | Iran                 |
| Fuocoammare. Ogień na morzu     | Fuocoammare                             | Gianfranco Rosi      | Włochy               |
| Geniusz                         | Genius                                  | Michael Grandage     | Wielka Brytania      |
| Kołysanka do bolesnej tajemnicy | Hele sa Hiwagang Hapis                  | Lav Diaz             | Filipiny             |
| Hedi                            | نحبك هادي Inhebbek Hedi                 | Mohamed Ben Attia    | Tunezja              |
| Komuna                          | Kollektivet                             | Thomas Vinterberg    | Dania                |
| Nocny uciekinier                | Midnight Special                        | Jeff Nichols         | Stany Zjednoczone    |
| Mając 17 lat                    | Quand on a 17 ans                       | André Téchiné        | Francja              |
| Śmierć w Sarajewie              | Smrt u Sarajevu                         | Danis Tanović        | Bośnia i Hercegowina |
| Soy Nero                        | Soy Nero                                | Rafi Pitts           | Niemcy               |
| Zero Days                       | Zero Days                               | Alex Gibney          | Stany Zjednoczone    |
| Zjednoczone stany miłości       | Zjednoczone stany miłości               | Tomasz Wasilewski    | Polska               |

### Pokazy pozakonkursowe
Następujące filmy zostały wyświetlone na festiwalu w ramach pokazów pozakonkursowych:
| Tytuł polski           | Tytuł oryginalny                 | Reżyseria                         | Kraj produkcji    |
| ---------------------- | -------------------------------- | --------------------------------- | ----------------- |
| Chi-Raq                | Chi-Raq                          | Spike Lee                         | Stany Zjednoczone |
| Ave, Cezar!            | Hail, Caesar!                    | Joel i Ethan Coen                 | Stany Zjednoczone |
| Patriarcha             | Mahana                           | Lee Tamahori                      | Nowa Zelandia     |
| U pana Marsa bez zmian | Des nouvelles de la planète Mars | Dominik Moll                      | Francja           |
| Saint Amour            | Saint Amour                      | Benoît Delépine i Gustave Kervern | Francja           |

### Sekcja „Berlinale Special”
| Tytuł polski                                      | Tytuł oryginalny                                            | Reżyseria                                                        | Kraj produkcji    |
| ------------------------------------------------- | ----------------------------------------------------------- | ---------------------------------------------------------------- | ----------------- |
| Poważna gra                                       | Den allvarsamma leken                                       | Pernilla August                                                  | Szwecja           |
| Creepy                                            | クリーピー 偽りの隣人 Kurîpî: Itsuwari no rinjin            | Kiyoshi Kurosawa                                                 | Japonia           |
| Miles Davis i ja                                  | Miles Ahead                                                 | Don Cheadle                                                      | Stany Zjednoczone |
| Muzyka obcych                                     | The Music of Strangers: Yo-Yo Ma and the Silk Road Ensemble | Morgan Neville                                                   | Stany Zjednoczone |
| National Bird                                     | National Bird                                               | Sonia Kennebeck                                                  | Stany Zjednoczone |
| Cicha namiętność                                  | A Quiet Passion                                             | Terence Davies                                                   | Wielka Brytania   |
| Pory roku w Quincy: Cztery portrety Johna Bergera | The Seasons in Quincy: Four Portraits of John Berger        | Colin MacCabe, Christopher Roth, Bartek Dziadosz i Tilda Swinton | Wielka Brytania   |
| Where to Invade Next                              | Where to Invade Next                                        | Michael Moore                                                    | Stany Zjednoczone |

### Sekcja „Panorama”
Następujące filmy zostały zaprezentowane w ramach sekcji „Panorama” (wyróżnione tytuły to zdobywcy nagrody publiczności):

#### Filmy fabularne
| Tytuł polski                        | Tytuł oryginalny                     | Reżyseria                            | Kraj produkcji    |
| ----------------------------------- | ------------------------------------ | ------------------------------------ | ----------------- |
| Alojzy                              | Aloys                                | Tobias Nölle                         | Szwajcaria        |
| Niekończący się czas                | Antes o tempo não acabava            | Sérgio Andrade i Fábio Baldo         | Brazylia          |
| Wiele hałasu o nic                  | Aquí no ha pasado nada               | Alejandro Fernández Almendras        | Chile             |
| Pewnego razu                        | Auf Einmal                           | Aslı Özge                            | Niemcy            |
| Ofiara                              | Goat                                 | Andrew Neel                          | Stany Zjednoczone |
| Fukushima, moja miłość              | Grüße aus Fukushima                  | Doris Dörrie                         | Niemcy            |
| Czarny mróz                         | La helada negra                      | Maximiliano Schonfeld                | Argentyna         |
| Wzburzenie - Opowieść o dojrzewaniu | Indignation                          | James Schamus                        | Stany Zjednoczone |
| Ja, Olga Hepnarová                  | Já, Olga Hepnarová                   | Tomáš Weinreb i Petr Kazda           | Czechy            |
| Ranny anioł                         | Жаралы періште Jaraly perishte       | Emir Bajgazin                        | Kazachstan        |
| Jonathan                            | Jonathan                             | Piotr J. Lewandowski                 | Niemcy            |
| Bachusowa pani                      | 죽여주는 여자 Jug-yeo-ju-neun Yeo-ja | Lee Je-yong                          | Korea Południowa  |
| Junction 48                         | Junction 48                          | Udi Aloni                            | Izrael            |
| Kocur                               | Kater                                | Klaus Händl                          | Austria           |
| Lantouri                            | لانتوری Lantouri                     | Reza Dormishian                      | Iran              |
| Mali mężczyźni                      | Little Men                           | Ira Sachs                            | Stany Zjednoczone |
| Nie nazywaj mnie synem              | Mãe só há uma                        | Anna Muylaert                        | Brazylia          |
| Plan Maggie                         | Maggie's Plan                        | Rebecca Miller                       | Stany Zjednoczone |
| Nakom                               | Nakom                                | Kelly Daniela Norris i T.W. Pittman  | Ghana             |
| Kwiaty nienawiści                   | Nunca vas a estar solo               | Álex Anwandter                       | Chile             |
| Sąsiedzi z dołu                     | The Ones Below                       | David Farr                           | Wielka Brytania   |
| Gdy kobiety śpią                    | 女が眠る時 Onna ga nemurutoki        | Wayne Wang                           | Japonia           |
| Ostatni będą pierwszymi             | Les premiers, les derniers           | Bouli Lanners                        | Belgia            |
| Resztki                             | Remainder                            | Omer Fast                            | Wielka Brytania   |
| Dziesiąty mężczyzna                 | El rey del Once                      | Daniel Burman                        | Argentyna         |
| Droga do Stambułu                   | La route d'Istanbul                  | Rachid Bouchareb                     | Algieria          |
| Po drugiej stronie                  | S one strane                         | Zrinko Ogresta                       | Chorwacja         |
| Pieskie dni                         | 三伏天 San fu tian                   | Jordan Schiele                       | Chiny             |
| Shelley                             | Shelley                              | Ali Abbasi                           | Dania             |
| Pasterze i rzeźnicy                 | Shepherds and Butchers               | Oliver Schmitz                       | Południowa Afryka |
| Zagłodź swojego psa                 | جوع كلبك Starve Your Dog             | Hicham Lasri                         | Maroko            |
| Pustynna burza                      | סופת חול Sufat Chol                  | Elite Zexer                          | Izrael            |
| Paryż 05:59                         | Théo et Hugo dans le même bateau     | Olivier Ducastel i Jacques Martineau | Francja           |
| Gniewne psy                         | War on Everyone                      | John Michael McDonagh                | Wielka Brytania   |

#### Filmy dokumentalne
| Tytuł polski                       | Tytuł oryginalny                   | Reżyseria                      | Kraj produkcji    |
| ---------------------------------- | ---------------------------------- | ------------------------------ | ----------------- |
| Synowie Koryntu                    | Brüder der Nacht                   | Patric Chiha                   | Austria           |
| Curumim                            | Curumim                            | Marcos Prado                   | Brazylia          |
| Nie mrugaj – Robert Frank          | Don't Blink – Robert Frank         | Laura Israel                   | Stany Zjednoczone |
| Europa, która kocha                | Europe, She Loves                  | Jan Gassmann                   | Szwajcaria        |
| Hotel Dallas                       | Hotel Dallas                       | Livia Ungur i Sherng-Lee Huang | Rumunia           |
| Otwarcie chińskich szaf            | Inside the Chinese Closet          | Sophia Luvarà                  | Holandia          |
| Kiki                               | Kiki                               | Sara Jordenö                   | Szwecja           |
| Kochankowie i dyktator             | The Lovers & the Despot            | Robert Cannan i Ross Adam      | Wielka Brytania   |
| Mapplethorpe: Spójrzcie na zdjęcia | Mapplethorpe: Look at the Pictures | Fenton Bailey i Randy Barbato  | Stany Zjednoczone |
| Mariupol                           | Mariupolis                         | Mantas Kvedaravičius           | Litwa             |
| Kompleks Wschodu                   | Der Ost-Komplex                    | Jochen Hick                    | Niemcy            |
| Strike a Pose. Tancerze Madonny    | Strike a Pose                      | Ester Gould i Reijer Zwaan     | Holandia          |
| Wujek Howard                       | Uncle Howard                       | Aaron Brookner                 | Stany Zjednoczone |
| Kto mnie teraz pokocha?            | Who's Gonna Love Me Now?           | Barak Heymann i Tomer Heymann  | Izrael            |
| Weekendy                           | 위켄즈 Wi-ken-jeu                  | Lee Dong-ha                    | Korea Południowa  |
| Moja ziemia                        | Wu Tu                              | Fan Jian                       | Chiny             |
| Zona Norte                         | Zona Norte                         | Monika Treut                   | Niemcy            |

## Laureaci nagród

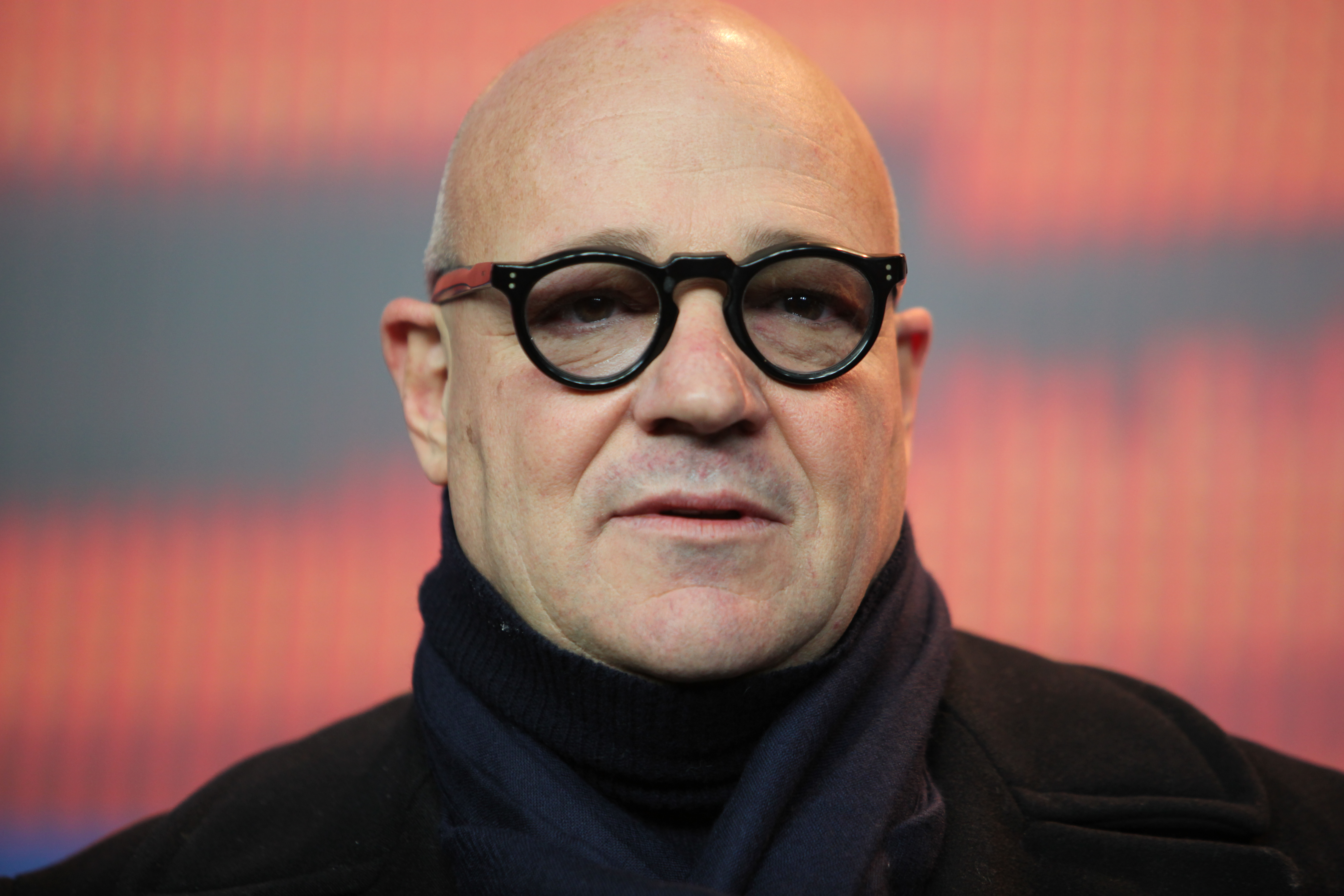
Gianfranco Rosi, laureat Złotego Niedźwiedzia za film Fuocoammare. Ogień na morzu.

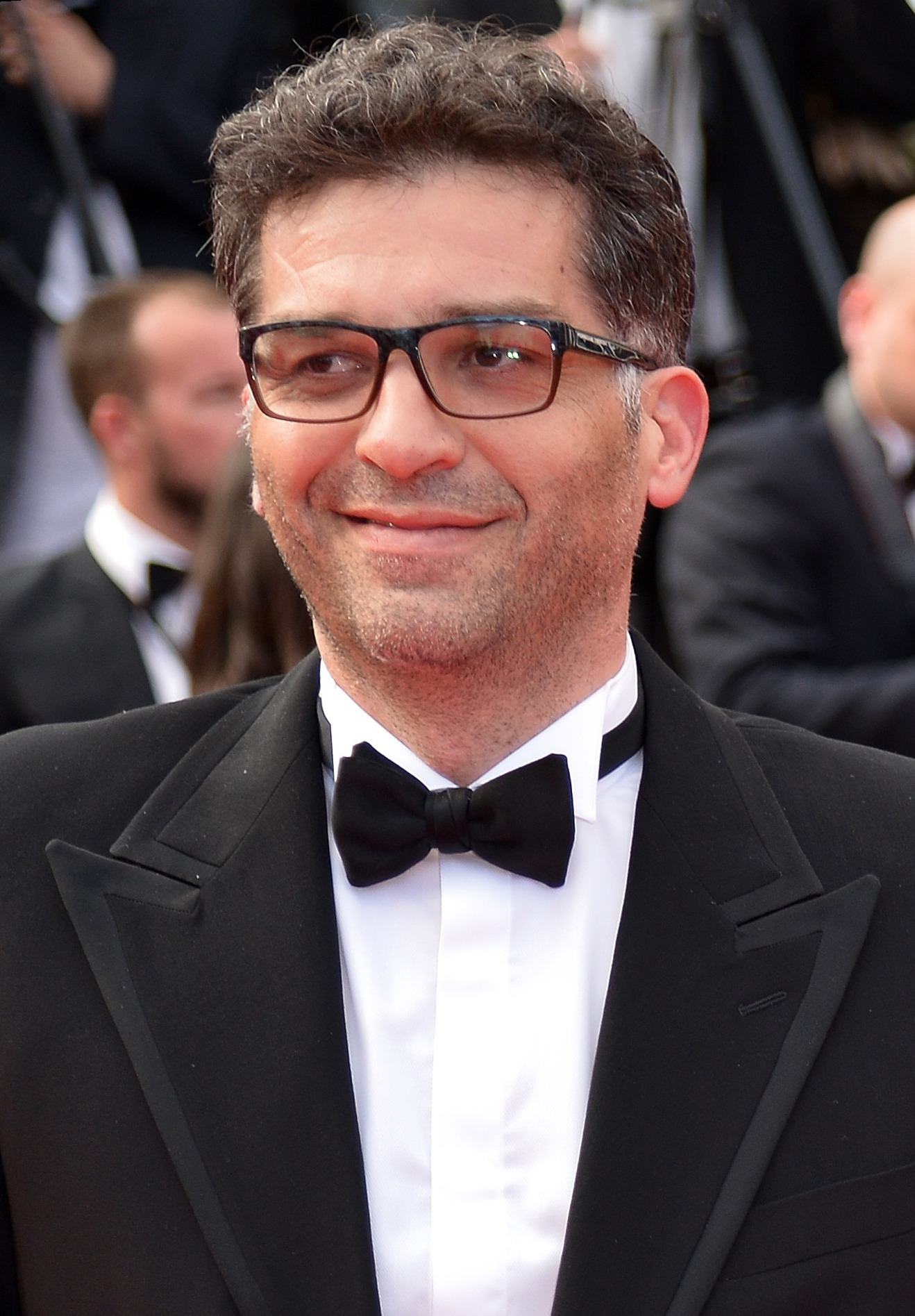
Danis Tanović, laureat Srebrnego Niedźwiedzia – Grand Prix Jury.

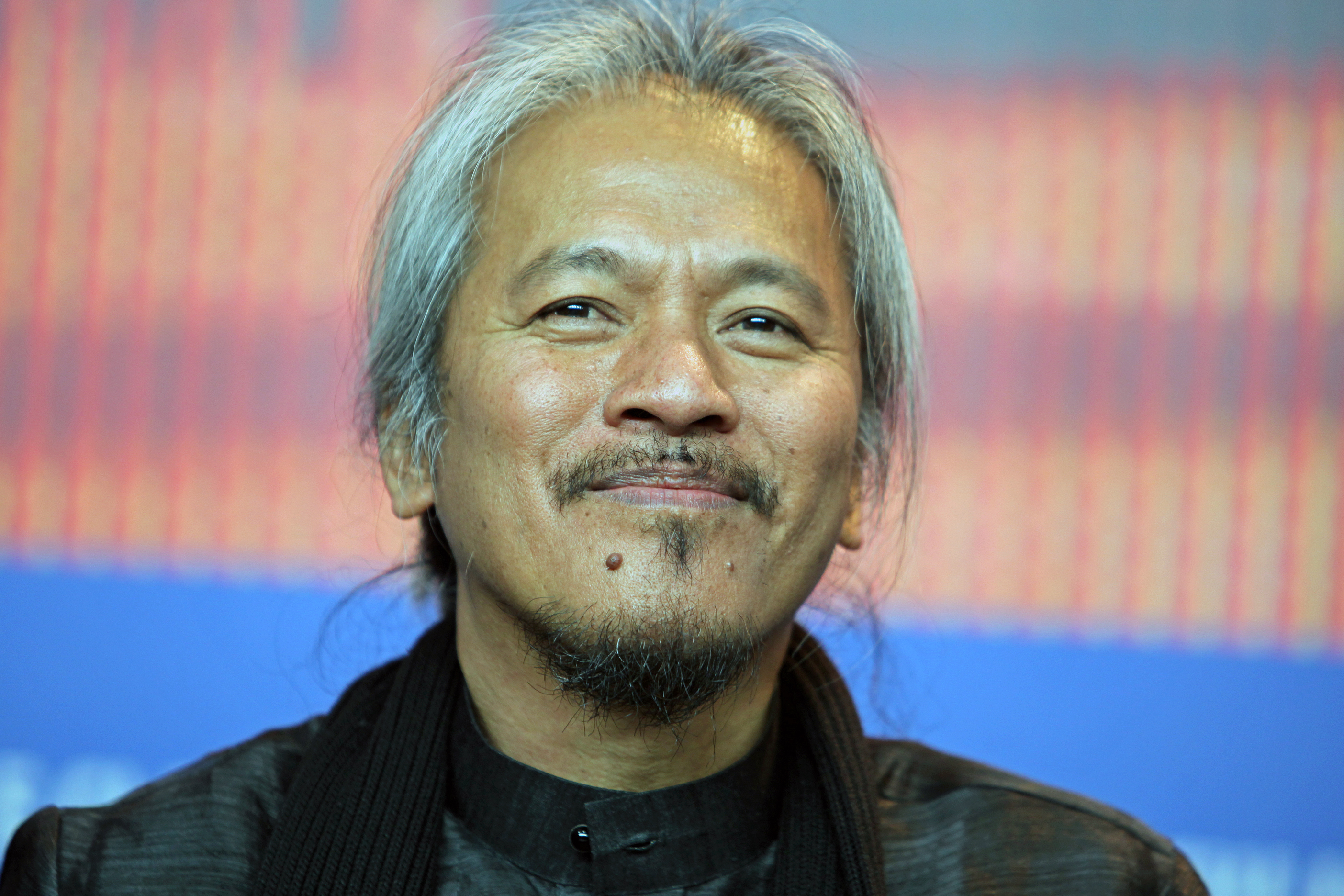
Lav Diaz, zdobywca Nagrody im. Alfreda Bauera.

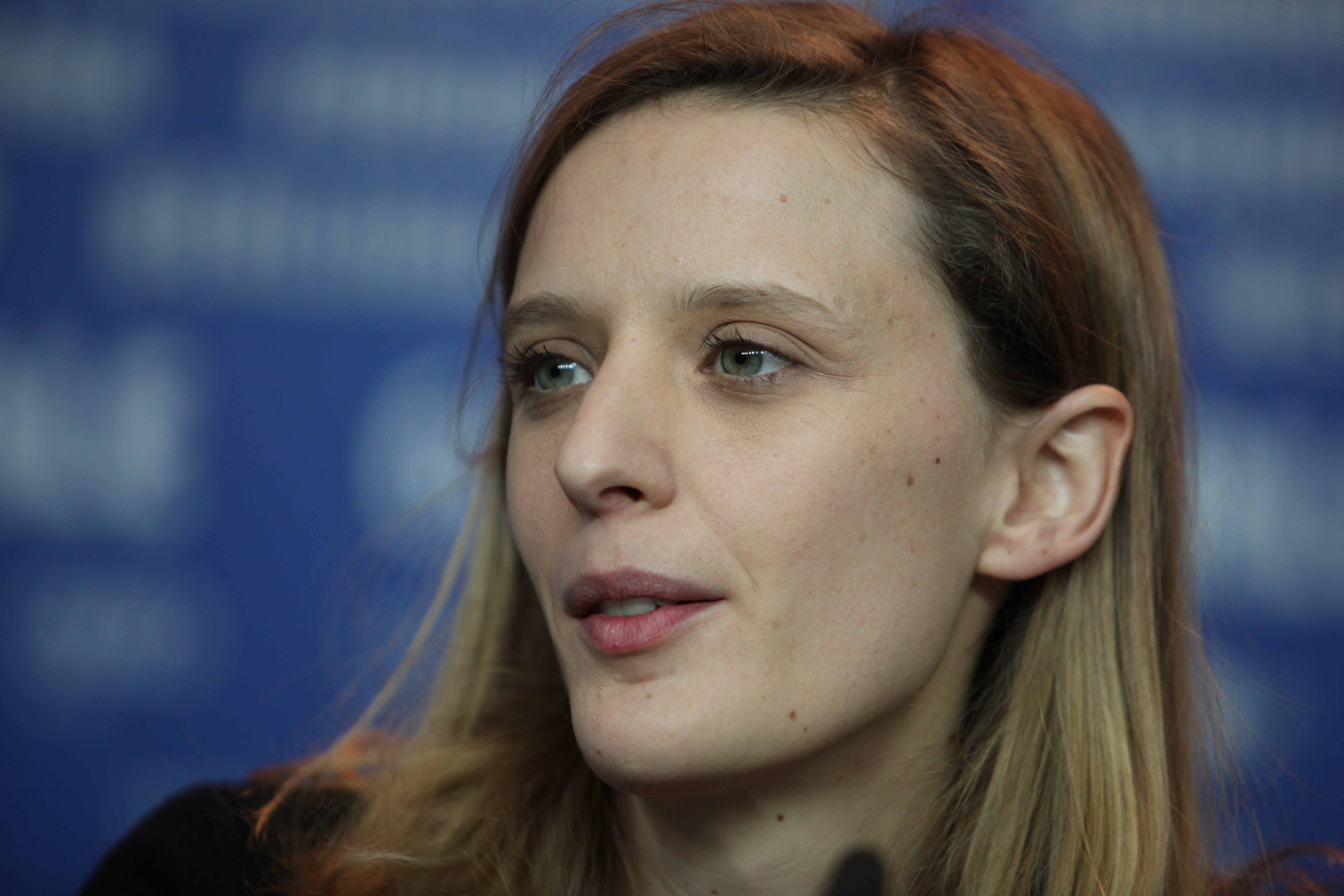
Mia Hansen-Løve, nagrodzona Srebrnym Niedźwiedziem dla najlepszego reżysera.

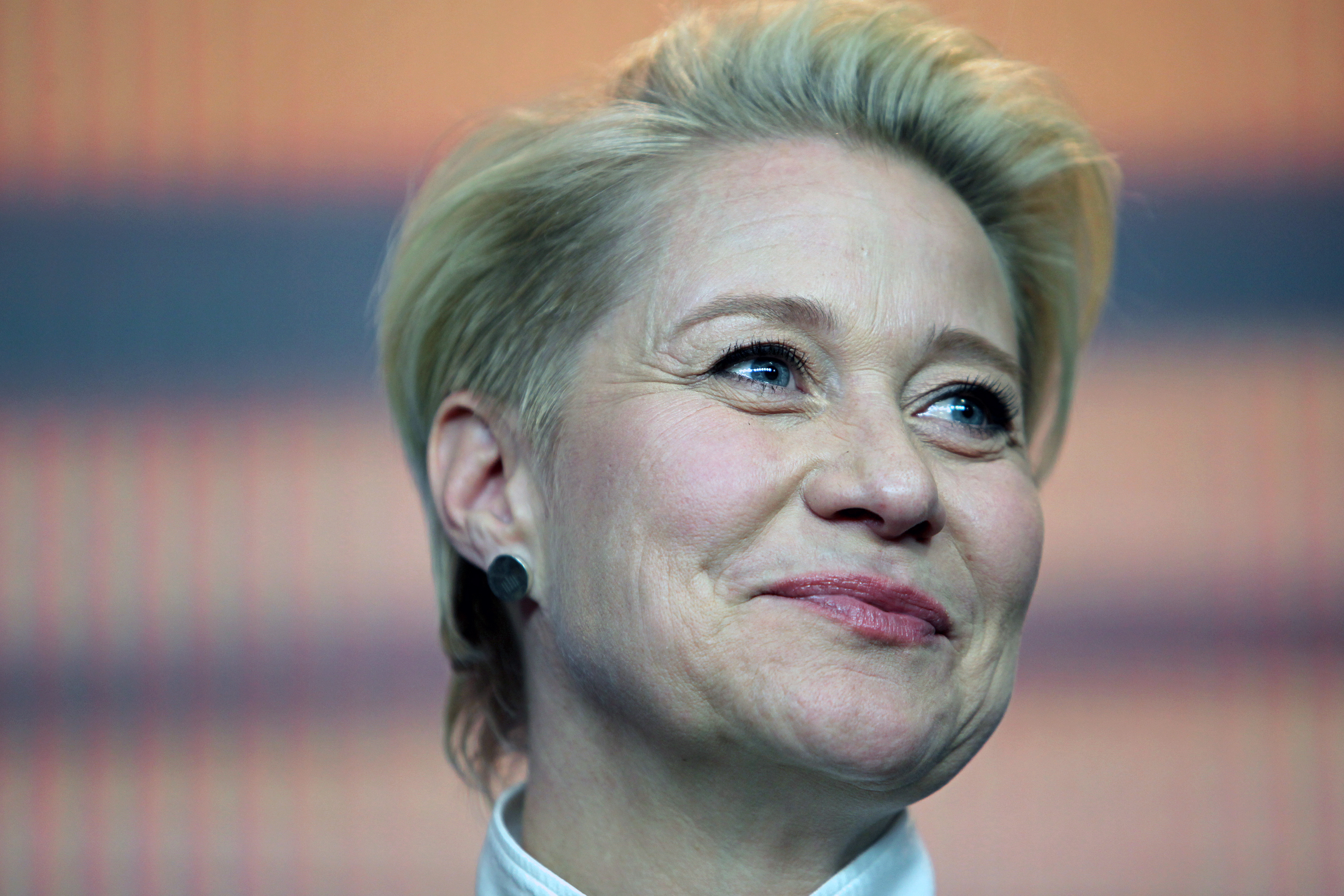
Trine Dyrholm, zdobywczyni Srebrnego Niedźwiedzia dla najlepszej aktorki.

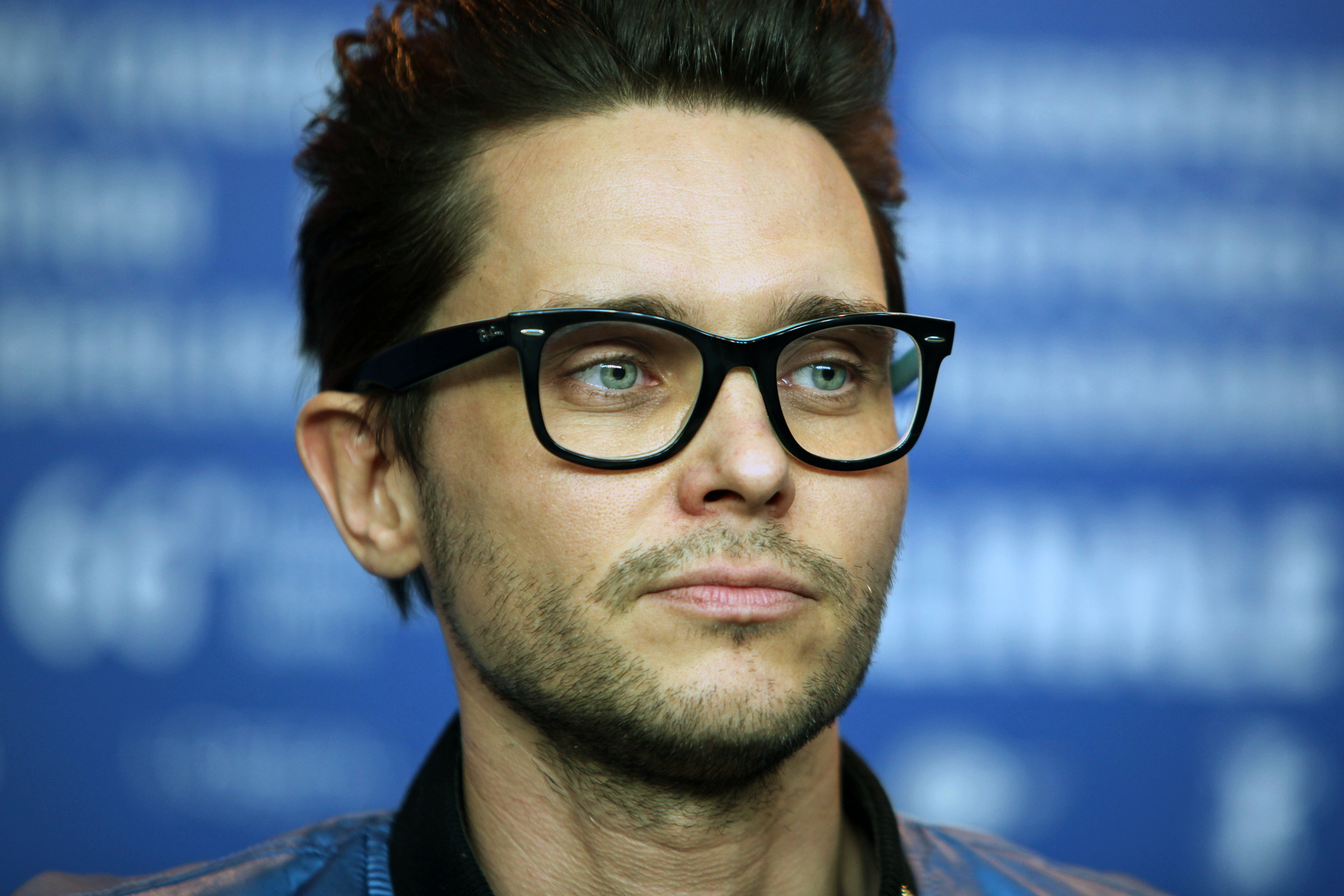
Tomasz Wasilewski, wyróżniony Srebrnym Niedźwiedziem za najlepszy scenariusz.

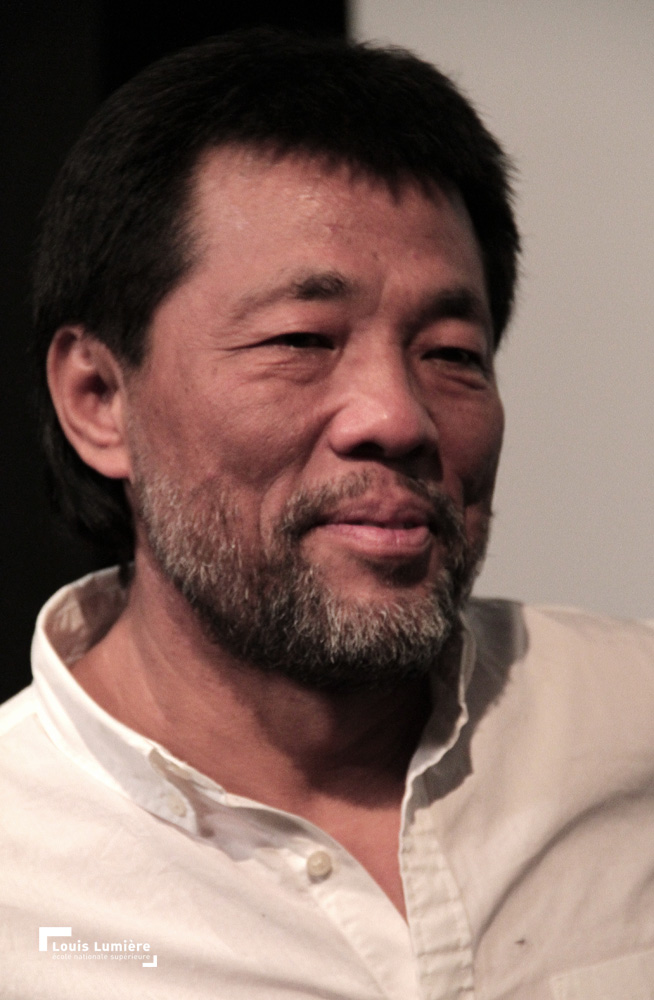
Operator Mark Lee Ping-Bing, laureat Srebrnego Niedźwiedzia za wybitne osiągnięcie artystyczne.

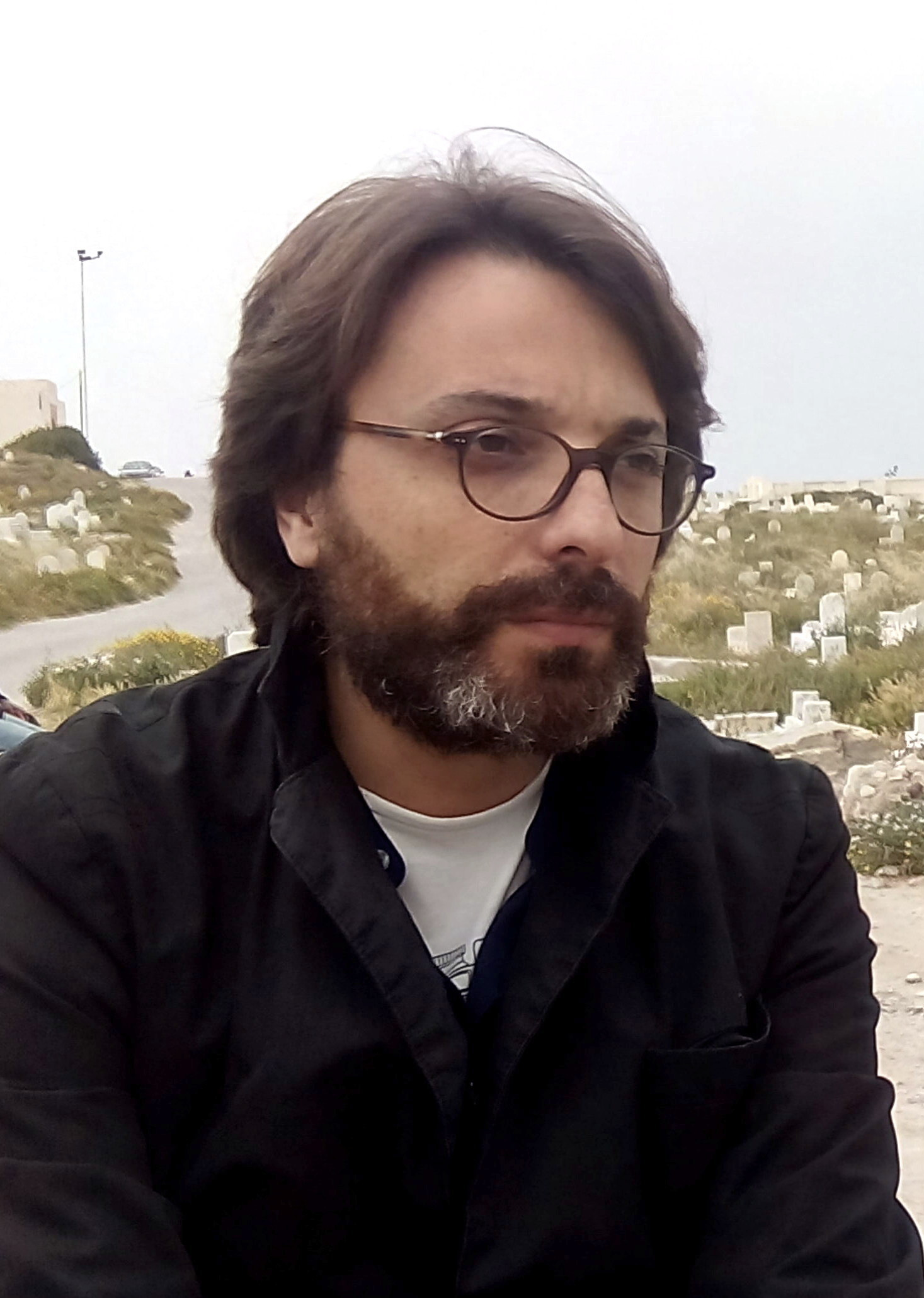
Nagrodzony debiutant Mohamed Ben Attia.

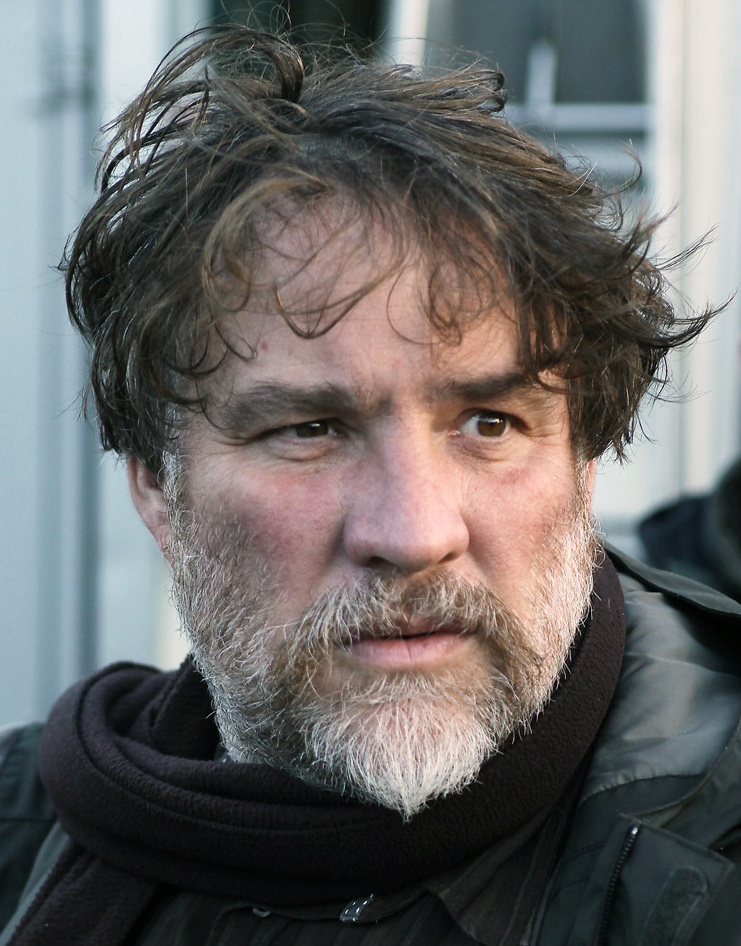
Parokrotnie wyróżniony reżyser Bouli Lanners.

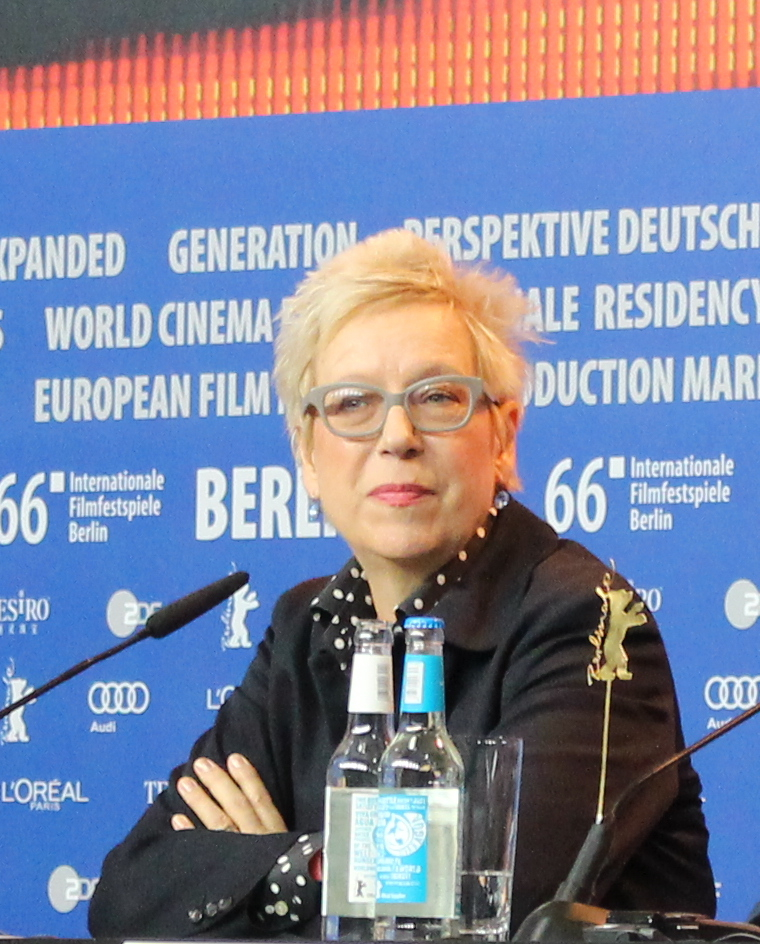
Kilkukrotnie nagrodzona reżyserka Doris Dörrie.

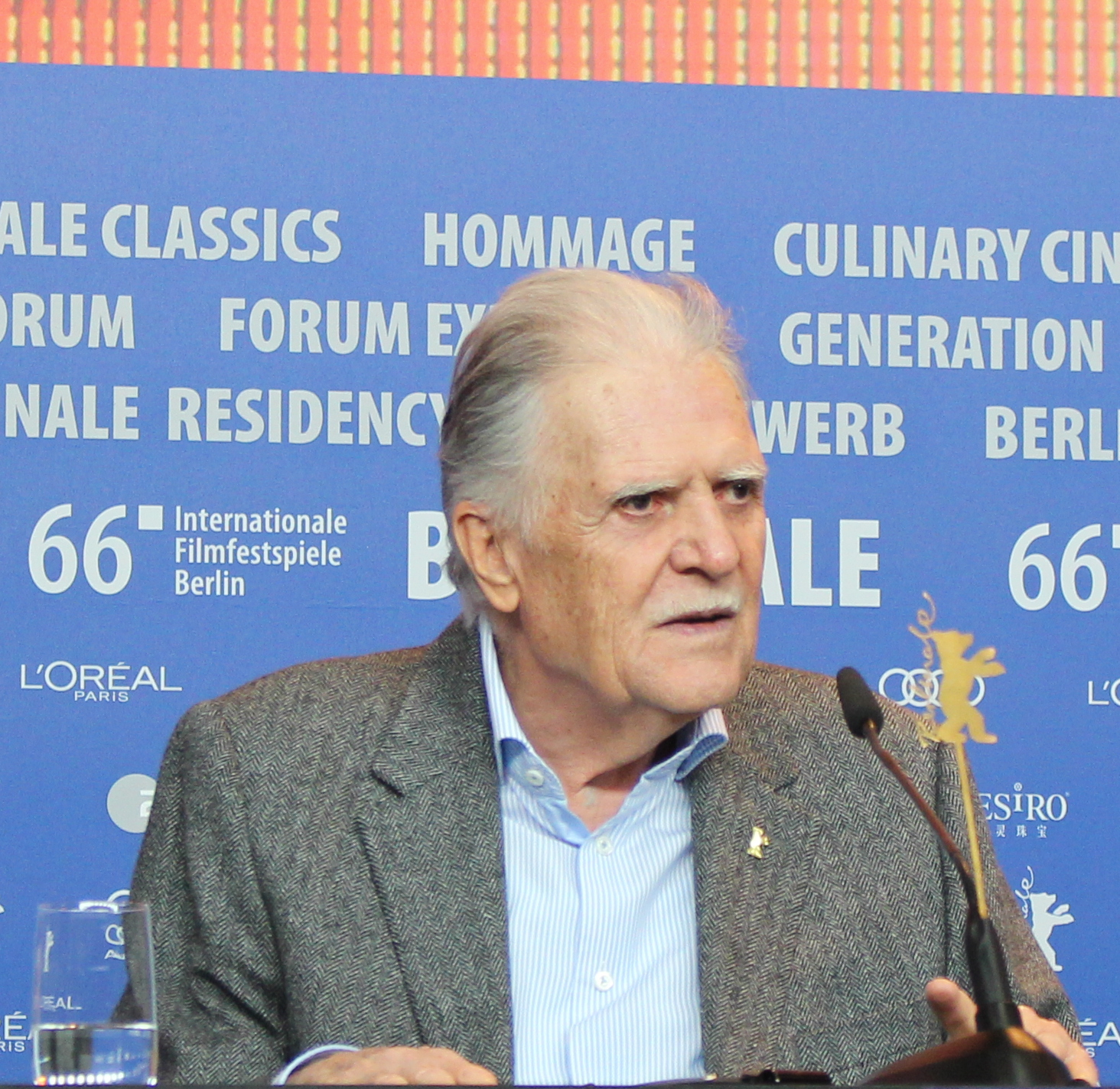
Michael Ballhaus, laureat Honorowego Złotego Niedźwiedzia.

### Konkurs główny
Złoty Niedźwiedź
- Fuocoammare. Ogień na morzu, reż. Gianfranco Rosi

Srebrny Niedźwiedź – Nagroda Grand Prix Jury
- Śmierć w Sarajewie, reż. Danis Tanović

Nagroda im. Alfreda Bauera za innowacyjność
- Lav Diaz − Kołysanka do bolesnej tajemnicy

Srebrny Niedźwiedź dla najlepszego reżysera
- Mia Hansen-Løve − Co przynosi przyszłość

Srebrny Niedźwiedź dla najlepszej aktorki
- Trine Dyrholm − Komuna

Srebrny Niedźwiedź dla najlepszego aktora
- Majd Mastoura − Hedi

Srebrny Niedźwiedź za najlepszy scenariusz
- Tomasz Wasilewski − Zjednoczone stany miłości

Srebrny Niedźwiedź za wybitne osiągnięcie artystyczne
- Zdjęcia: Mark Lee Ping-Bing − Rzeka czasu

### Konkurs debiutów reżyserskich
Nagroda GWFF za najlepszy debiut reżyserski
- Hedi, reż. Mohamed Ben Attia

### Konkurs filmów krótkometrażowych
Złoty Niedźwiedź dla najlepszego filmu krótkometrażowego
- Ballada o żabie, reż. Leonor Teles

Srebrny Niedźwiedź – Nagroda Jury
- Powrót, reż. Mahdi Fleifel

Nagroda Audi dla filmu krótkometrażowego
- Zakaz kotwiczenia, reż. Chiang Wei Liang

Kandydat do Europejskiej Nagrody Filmowej dla najlepszego filmu krótkometrażowego
- Powrót, reż. Mahdi Fleifel

### Sekcja „Generation”
Nagroda główna jury w sekcji „Generation Kplus”
- Film fabularny:  Rara, reż. Pepa San Martín
- Wyróżnienie:  Młodzi zapaśnicy, reż. Mete Gümürhan

Nagroda specjalna jury w sekcji „Generation Kplus”
- Film krótkometrażowy:  Semele, reż. Myrsini Aristidou
  - Wyróżnienie:  Aurelia i Pedro, reż. Omar Robles i José Permar

Nagroda główna jury w sekcji „Generation 14plus”
- Film fabularny:  Rośliny, reż. Roberto Doveris
  - Wyróżnienie:  Żalejka, reż. Eliza Petkowa

Nagroda specjalna jury w sekcji „Generation 14plus”
- Film krótkometrażowy:  Noc w Tokoriki, reż. Roxana Stroe
  - Wyróżnienie:  Ciało jest samotnym miejscem, reż. Ida Lindgren

Kryształowy Niedźwiedź – Nagroda główna jury dziecięcego w sekcji „Generation Kplus”
- Film fabularny:  Pułapka, reż. Jayaraj Rajasekharan Nair
  - Wyróżnienie:  Miss Impossible, reż. Emilie Deleuze
- Film krótkometrażowy:  Pierwszy raz Fabrizia, reż. Mariano Biasin
  - Wyróżnienie:  Ninnoc, reż. Niki Padidar

Kryształowy Niedźwiedź – Nagroda główna jury młodzieżowego w sekcji „Generation 14plus”
- Film fabularny:  Marzenia, reż. Renārs Vimba
  - Wyróżnienie:  Rośliny, reż. Roberto Doveris
- Film krótkometrażowy:  Balkon, reż. Toby Fell-Holden
  - Wyróżnienie:  Ciało jest samotnym miejscem, reż. Ida Lindgren

### Nagrody gremiów niezależnych
Nagroda Jury Ekumenicznego
- Konkurs główny:  Fuocoammare. Ogień na morzu, reż. Gianfranco Rosi
- Sekcja „Panorama”:  Ostatni będą pierwszymi, reż. Bouli Lanners
- Sekcja „Forum”:  Barakah i Barakah, reż. Mahmoud Sabbagh /  Ci, którzy skaczą, reż. Abou Bakar Sidibé, Estephan Wagner i Moritz Siebert

Nagroda FIPRESCI
- Konkurs główny:  Śmierć w Sarajewie, reż. Danis Tanović
- Sekcja „Panorama”:  Alojzy, reż. Tobias Nölle
- Sekcja „Forum”:  Tej rewolucji nie będzie w telewizji, reż. Rama Thiaw

Nagroda Stowarzyszenia Niemieckich Kin Studyjnych
- 24 tygodnie, reż. Anne Zohra Berrached

Nagroda CICAE (Międzynarodowej Konfederacji Kin Studyjnych)
- Sekcja „Panorama”:  Fukushima, moja miłość, reż. Doris Dörrie
- Sekcja „Forum”:  Nieprawi, reż. Adrian Sitaru

Nagroda Label Europa Cinemas dla najlepszego filmu europejskiego
- Ostatni będą pierwszymi, reż. Bouli Lanners
  - Wyróżnienie:  Pewnego razu, reż. Aslı Özge /  Po drugiej stronie, reż. Zrinko Ogresta

Nagroda Teddy dla najlepszego filmu o tematyce LGBT
- Film fabularny:  Kocur, reż. Klaus Händl
- Film dokumentalny:  Kiki, reż. Sara Jordenö
- Film krótkometrażowy:  Moms on Fire, reż. Joanna Rytel
- Nagroda Specjalna Jury:  Kwiaty nienawiści, reż. Álex Anwandter
- Nagroda Specjalna:  Christine Vachon
- Nagroda publiczności:  Paryż 05:59, reż. Olivier Ducastel i Jacques Martineau

Nagroda Caligariego za innowacyjność w sekcji „Forum”
- Ostatnie dni miasta, reż. Tamer El Said
  - Wyróżnienie:  Tej rewolucji nie będzie w telewizji, reż. Rama Thiaw /  Tempestad, reż. Tatiana Huezo

Nagroda Pokoju
- Służąca dla każdego, reż. Maher Abi Samra

Nagroda Amnesty International
- Konkurs główny:  Fuocoammare. Ogień na morzu, reż. Gianfranco Rosi
- Sekcja „Generation”:  Bezgwiezdne sny, reż. Mehrdad Oskouei

Nagroda im. Heinera Carowa w sekcji „Panorama”
- Fukushima, moja miłość, reż. Doris Dörrie

Nagroda Compass w sekcji „Perspective Deutsches Kino”
- Najlepszy ze światów, reż. Adrian Goiginger

### Nagrody publiczności i czytelników
Nagroda publiczności w sekcji „Panorama”
- Film fabularny:  Junction 48, reż. Udi Aloni
- Film dokumentalny:  Kto mnie teraz pokocha?, reż. Barak Heymann i Tomer Heymann

Nagroda czytelników „Berliner Morgenpost”
- Fuocoammare. Ogień na morzu, reż. Gianfranco Rosi

Nagroda czytelników „Tagesspiegel”
- Nigdy nie jesteśmy sami, reż. Petr Václav

Nagroda czytelników „Männer” dla filmu o tematyce LGBT
- Nie nazywaj mnie synem, reż. Anna Muylaert

### Nagrody honorowe i specjalne
Honorowy Złoty Niedźwiedź za całokształt twórczości
- Michael Ballhaus

Nagroda Berlinale Kamera za zasługi na rzecz festiwalu
- Ben Barenholtz
- Marlies Kirchner
- Tim Robbins[13]